# スター・ウォーズの惑星一覧

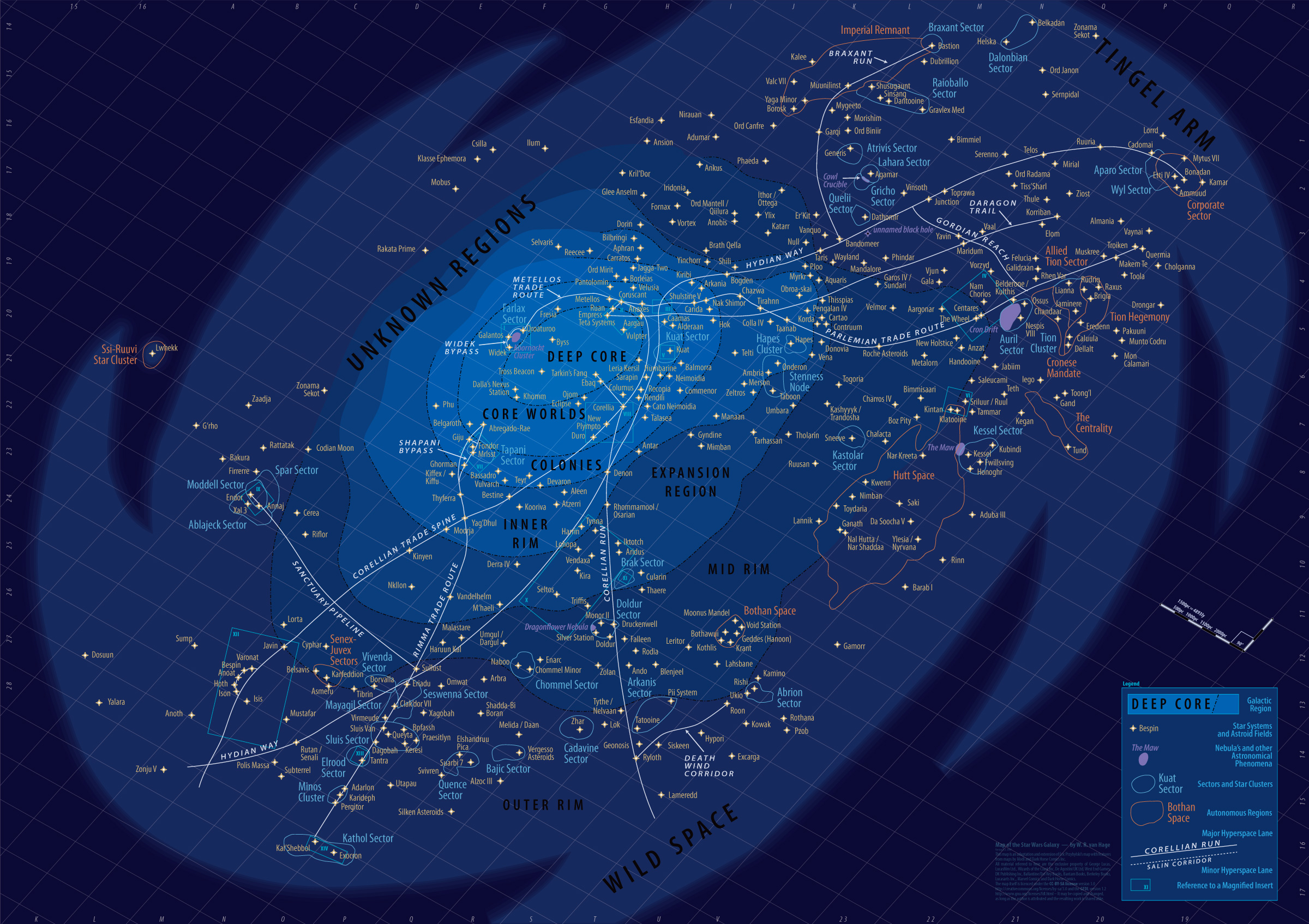
スター・ウォーズ世界の地図

スター・ウォーズの惑星一覧（スター・ウォーズのわくせいいちらん）は、映画『スター・ウォーズシリーズ』に登場する架空の惑星及び衛星の一覧である。

## 概要
スターウォーズシリーズの舞台である銀河共和国・銀河帝国・新共和国・ファースト・オーダーなどの領土となっている銀河の銀河円盤の直径は12万光年以上、星の数は4000億個以上、居住可能な星のある星系数は32億個以上に及び、そこには数多くの知覚種族（Sentient species）が生活している。劇中最も多く登場する地球人と同じ容姿の知覚種族は惑星コルサントに起源をもつ「人間（Human）」と呼ばれる種であり、人間以外の知覚種族は「エイリアン（Alien）」と呼ばれる（人間に近い容姿のエイリアンはヒューマノイドと呼ばれる）。人間至上主義の銀河帝国時代にはエイリアンは迫害に晒された。
銀河は大きく分けてディープ・コア（Deep Core）、コア・ワールド（Core Worlds）、コロニーズ（Colonies）、インナー・リム（Inner Rim）、エクスパンション・リージョン（Expansion Region）、ミッド・リム（Mid Rim）、アウター・リム（Outer Rim）、ウエスタン・リーチ（Western Reaches）、ワイルド・スペース（Wild Space）、未知領域（Unknown Regions）という領域に分けられていた。また渦状腕の一つはティングル・アーム（Tingel Arm）である。また少なくとも2つの伴銀河が存在し、そのうち一つはリシ・メイズ（Rishi Maze）である。 
また帝国は複数の星系をまとめた宙域（Sector）という単位を設け、その単位ごとにモフ（Moff）という総督を派遣して統治に当たらせていた（後に複数の宙域をまとめた上位宙域（Oversector ）という単位とその総督たるグランド・モフ（Grand Moff）の地位も創設された）。この宙域という単位は1000個以上設けられていた。
スターウォーズシリーズのスターシップには、ハイパースペースという別時空に突入することでリアルスペース上の膨大な距離を実際に移動することなく、特定の地点から特定の地点へジャンプすることが可能なハイパードライブと呼ばれるテクノロジーが搭載されているため、何千・何万光年も離れているような星でも短時間で行き来することが可能になっている。

## 作品中、舞台になった惑星

### 映画の舞台になった惑星

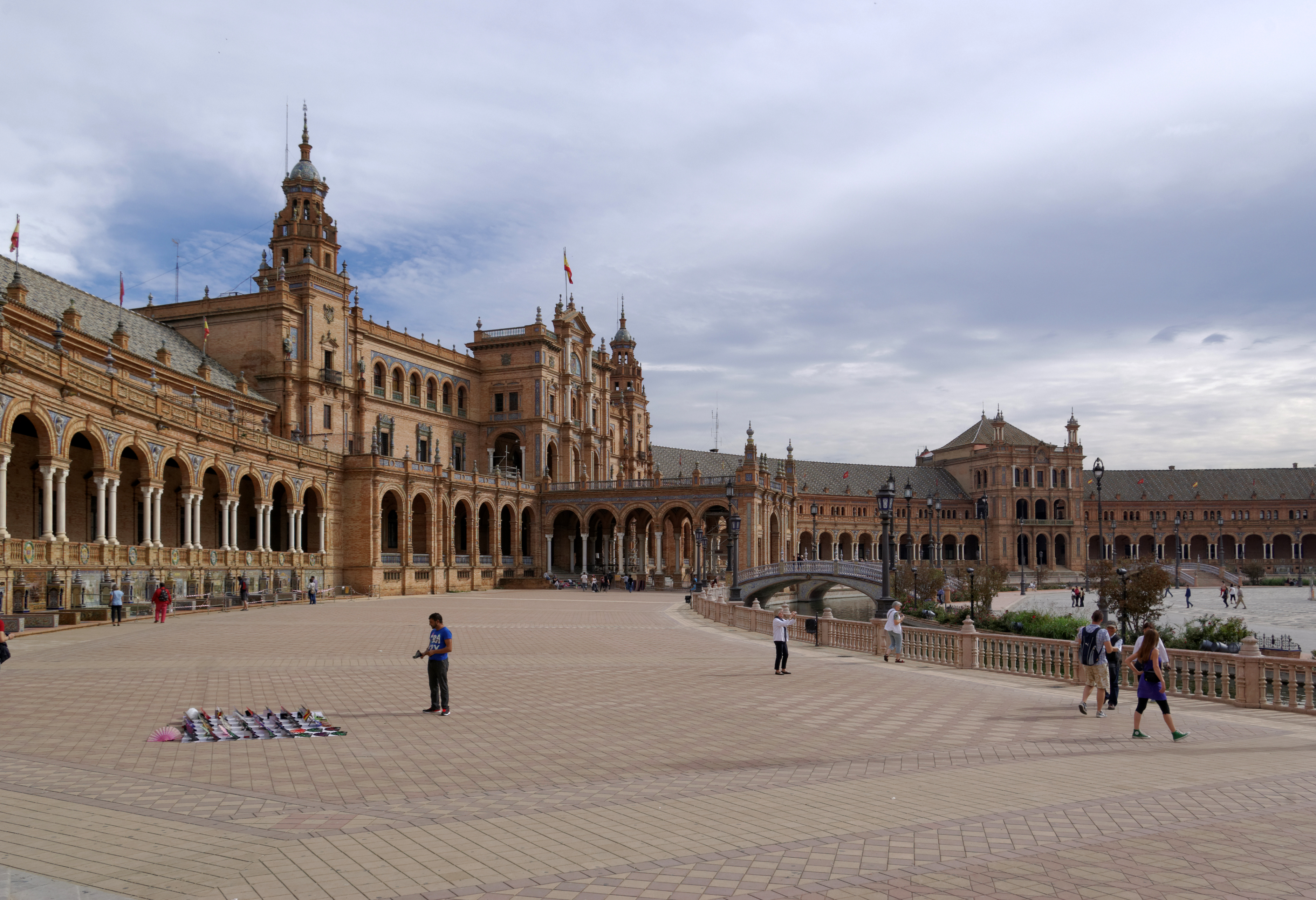
映画スター・ウォーズ エピソード2でアナキン達が惑星ナブーに着いた直後のシーンの撮影はこのスペイン広場で行われた。

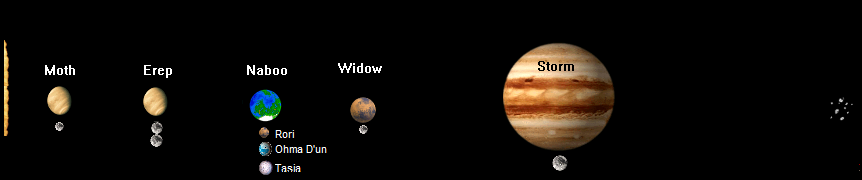
ナブー星系

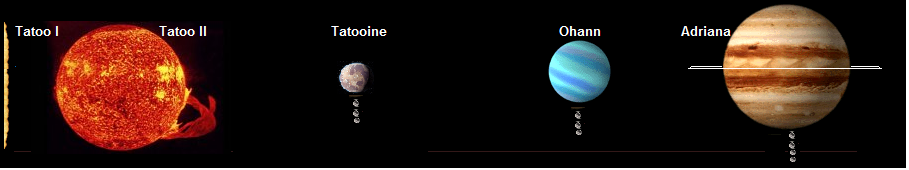
タトゥ星系

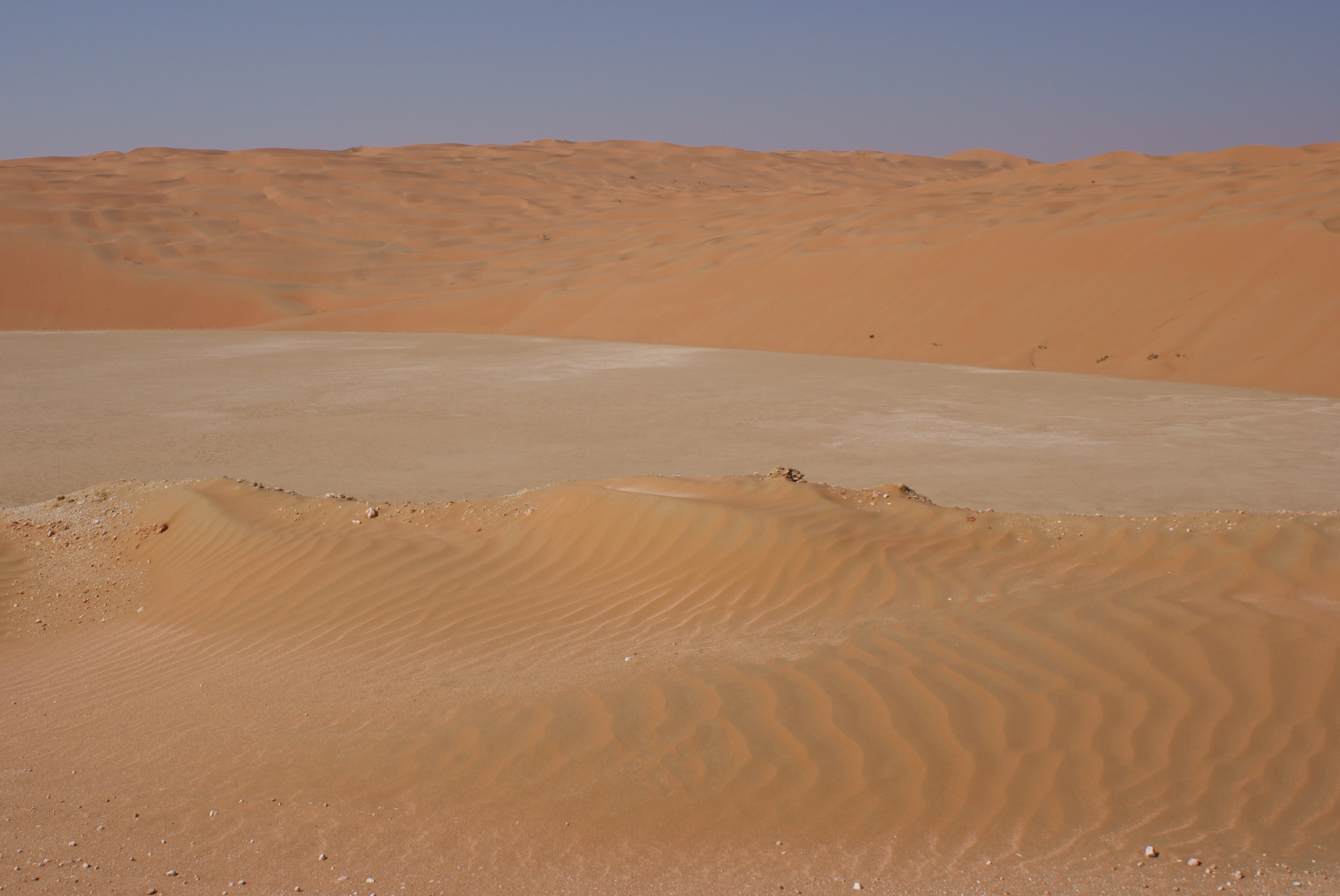
ジャクーの撮影が行われたルブアルハリ砂漠

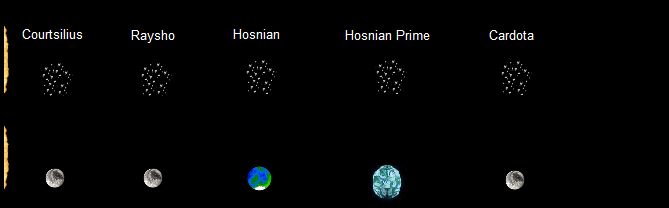
ホズニアン星系

ナブー (Naboo)
登場作品：『ファントム・メナス』『クローンの攻撃』『シスの復讐』『ジェダイの帰還』『キャシアン・アンドー』
ミッド・リムのコメル宙域（Chommell sector）のナブー星系に属する惑星。パドメ・アミダラやパルパティーンの出身惑星。また、ジャー・ジャー・ビンクスに代表されるグンガン族が原住種族として暮らす。気候は温暖で、草原と湖沼の多い美しい惑星である。惑星内部にマグマはなく、惑星の核は硬い冷えた岩石で構成されている。そのため、ナブーは海からつながった水のトンネルが数多くあるが、甲殻生物オピー・シー・キラー、発光生物コロ・クロー・フィッシュ、超大型生物サンド・アクア・モンスターといった危険な生物が生息している。それ故に、グンガンは核を通ることを極端に恐れている。一つの惑星に全く異なる二つの文明が平行して存在するという珍しい社会構造であり、後から入植してきた陸棲人と先住者の水棲人は、当初特にお互いに干渉しようとはしなかった。ナブーの戦いの際にクワイ＝ガン・ジンらを仲介として接触に成功、協力して通商連合の軍を撃退したことから交友が生まれ、平和共存の道が双方合意の上で進められていくことになる。
銀河の中心から34,000光年離れたアウター・リムとの境にあり、3つの小さな衛星を持っている。この衛星にあるスパイス鉱山によって財政は潤っており、人口は少ないながらも洗練された文明で、自然との調和を図っている。また衛星の1つであるオマー＝ダンにはグンガンと人間によって入植が行われたが、クローン大戦中に独立星系連合の毒ガス攻撃を受け、多くの住民が殺された（ナブーの防衛戦）。また、ブルー・シャドー・ウイルス事件と呼ばれる出来事も起こっている。
国体は王（女王）が政治を担う君主制だが、世襲ではなく民間から王を選出しているため実質的には共和制の民主主義国家である。王は任期を勤め上げた後に、新王のアドバイザー的な立場になる。軍隊はブラスターを所持する歩兵から構成される、王や要人の警護を担当するナブー王室警備隊と、ナブーN-1・スターファイターとそのパイロットからなるブラボー中隊が劇中に登場している。徴兵制はなく、全員志願兵である。
王宮のシーンはイタリアのカゼルタ宮殿で、『クローンの攻撃』に登場した湖畔のシーンはコモ湖で行われた。またエピソード2でアナキンとパドメがナブーに着いた直後のシーンの撮影は、スペイン・セビリアのスペイン広場で行われた。
タトゥイーン (Tatooine)
登場作品：『ファントム・メナス』『クローンの攻撃』『シスの復讐』『新たなる希望』『ジェダイの帰還』『クローン大戦』『スカイウォーカーの夜明け』、『マンダロリアン』、小説『タトゥイーン・ゴースト』）
ルーク・スカイウォーカーやアナキン・スカイウォーカーの故郷。銀河系の中心部から遠く離れた辺境宙域にあたるアウター・リムのアーカニス宙域（Arkanis sector）のタトゥ星系に位置する。 タトゥI 、タトゥIIと名付けられた連星の太陽の周囲を約304日掛けて公転している。発見された当初は恒星だと思われていた。太陽から遠く離れているにもかかわらず、海洋は干上がり、地表のほとんどが広大な砂漠に覆われている砂漠惑星。主要都市はモス・アイズリーやモス・エスパ、アンカー・ヘッドなど、数えるほどしかない。比較的気候が穏やかな北半球の一部地域以外は居住には適していない。
発見当初タトゥイーンには多くの鉱物資源が埋蔵されていると見られ、大勢の入植者たちがこの惑星を訪れた。しかし、現地調査の結果、有用な鉱物資源はほとんど存在しないことが判明し、持ち込まれたサンドクローラーは遺棄され、大半の人々はこの惑星から去り、脱出資金のない一部の人々だけが残った。これらの人々は水分農夫（水分抽出農業（大気から抽出した水や氷を使用した農業）を行う人々）や、その農作物を商う商人となり、交易の中継地点を維持した結果、タトゥイーンは今日のような姿となった。町外れの荒野や砂漠には、原住民のサンドピープルやジャワなどが住んでいる。
これといった資源や産業がないため、宇宙港を擁した主要都市には密輸業者や賞金稼ぎ、犯罪者等が多く集まり、街のあちこちで非合法的な取引が日常的に行われている。さらに銀河系有数の犯罪組織ハット・カルテルの首領で、タトゥイーンに宮殿を構えているジャバ・ザ・ハットが実質的に惑星全体を支配しているため、タトゥイーンの警察当局は頻発する犯罪に十分対処できていない。銀河共和国の影響力もほとんど及ばず、共和国通貨が通用しないほか、共和国の法律で禁じられている奴隷制度も存続している。銀河帝国時代には、帝国から総督やサンド・トルーパーの治安部隊が現地に派遣されていたが、惑星住民の生活環境の改善や治安向上等の政策はほとんど行われていなかった。
初登場した『新たなる希望』ではタトゥイーンの撮影はチュニジアで行われたが、次に登場した『ジェダイの帰還』ではアメリカのソノラ砂漠やイエローストーン国立公園でロケーションが行われた。しかし、新三部作では再びチュニジアでロケーションが行われた。チュニジアにはマトマタなど撮影に使われた建物が残っている所がある。また、R2-D2がジャワに捕まった渓谷はスター・ウォーズ渓谷と呼ばれている。
35ABY、ルークからジェダイの訓練を受けファースト・オーダーとレジスタンスの戦争を生き延びたレイが、彼と妹レイアのライトセーバーを携えてラーズ農場跡を訪れた。
惑星の名は、ロケ地となったマトマタ近郊の町「タタウィーン（Tataouine）」に因むとされる。
デス・スター（宇宙ステーション・宇宙要塞）
登場作品：『シスの復讐』『新たなる希望』『ローグ・ワン』

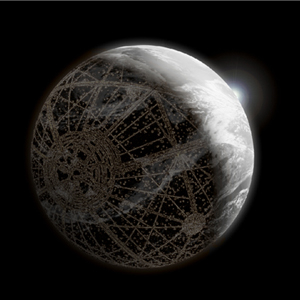
コルサント

コルサント（Coruscant）
登場作品：『ファントム・メナス』『クローンの攻撃』『シスの復讐』『ジェダイの帰還（復讐）』『スター・ウォーズ/クローン・ウォーズ』、小説『偽りの仮面』『闇の狩人』『陥落』『魔都潜入』『反逆者』
銀河共和国および銀河帝国の首都惑星（新共和国の首都惑星は輪番制）。コアワールドのコルスカ宙域（Corusca sector）のコルサント星系に属し、スター・ウォーズ世界の銀河系のほぼ中心に位置する。コルサント・プライムという恒星を公転している惑星であり、惑星の直系は12,240キロメートルで、惑星全体がギャラクティック・シティ（帝国時代にはインペリアル・センター）という名の単一都市（エキュメノポリス）を形成している。太古に存在した自然の山や海は何千年にわたる開発の中で破壊された。唯一の例外として大広場のモニュメント・プラザ（Monument Plaza）に惑星に残る最後の山であるマナライ山脈（Manarai range）の最高峰ウマテ（Umate）が存在する。地上から数えて階層に区分されており、最高層は5127階層（Level 5127）であり、超高層ビルはその上にそびえたっており、この階層がギャラクティックシティを構成していた。その下に存在する階層はアンダー・ワールド（Underworld）と呼ばれる。地表の構造物が日光を遮っているため、人口照明の光しか存在しない暗闇の空間であり、上層住民は濾過された空気を吸っていたものの、下層住民は都市拡張の中で有毒化した空気にさらされることも多かった。最下層である1階層（Level 1）は居住に適さない環境となって廃棄されており、知られている限り最低の居住可能の階層は5階層（Level 5）からである。階層の行き来はポータル（portal）と呼ばれる乗り物が利用されている。
人間種族の母星（Homeworld）と考えられている惑星である。コルサントの人間種族はやがて宇宙に進出して他惑星に植民するようになり、ハイパースペースルートを確立することでその範囲を全銀河へ広げ、コルサントはその文明の政治的・文化的中心地となった。
コルサントの公転軌道は太陽（コルサント・プライム）から離れているため、赤道付近を除くと人間が快適に生活可能な気温を保つことができない。そこで共和国政府は軌道上に巨大なミラーを設置し、収束させた太陽光を地表に投射することで、地上を暖めている。都市で消費される生活用水もこれらのミラーで両極の氷を融解させることによって作り出され、地上を走る網の目状のパイプラインによって惑星中に供給されている。人口は公式記録でも1兆人以上であり、アンダーワールドの下層は広大なスラム街となっており実際はそれ以上と推定されている。人口の68％が人間だと考えられている。
旧共和国・帝国時代を通して政治・経済の中心地であり、共和国時代には元老院ホールや共和国行政府ビル、ジェダイ聖堂などが立地した。帝国時代には「インペリアル・センター」と改名された。皇帝パルパティーンはオーダー66発動後に放棄されていたジェダイ聖堂を改装して、新たにインペリアル・パレスとして自らの居城にしている。『スター・ウォーズシリーズ』の世界における暦は、1年をコルサントの自転・公転周期である368日と定めている（扶桑社『スター・ウォーズ完全基礎講座』58ページによると、24時間で1日、5日で1週間、7週間で1ヶ月。この10ヶ月に3週間と3日の休日を加えて368日で1年）。また、銀河共和国の首都惑星であるため、座標も（0,0,0）に設定されている。

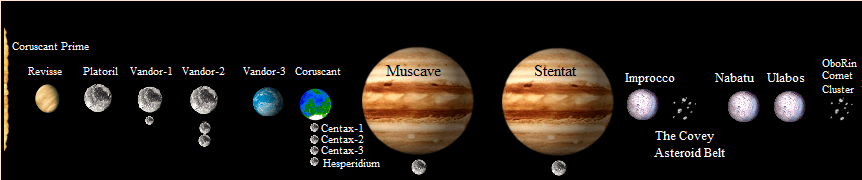
コルサント星系

インペリアル・シティ (Imperial City)
コルサント（インペリアル・センター）の中心都市。『シスの復讐』における銀河帝国の成立後に、旧共和国時代の名称ギャラクティック・シティから改称された地名である（また同時期にコルサントもインペリアル・センターと改称された）。帝国時代には、パルパティーン皇帝の居城であるインペリアル・パレスや、帝国の立法機関である帝国元老院などが置かれていた。また帝国時代の末期には、人間以外の種族の立ち入りが一切禁止されていた。このことから人間以外の種族は、主に側近や使用人として人間の主人に同行する場合にのみ立ち入りを許された。
帝国時代モニュメントプラザには巨大な皇帝パルパティーン像が建立されていたが、エンドアの戦い後、皇帝が死んだことを知った民衆はモニュメント・プラザに押し寄せ、治安維持にあたるストームトルーパーを圧倒して皇帝像を引き倒し、勝利を祝う花火を打ち上げた。その様子はエピソード6の特別編の追加シーンで描写された。
エンドアの戦い後に帝国は複数の残存勢力へと分裂。その後、反乱同盟軍は新共和国の建国を宣言するが、新共和国は投票によって選ばれた惑星を首都とする新制度を採用。コルサントに置かれていた首都機能は、最初の新共和国首都として選ばれた惑星シャンドリラへと移転された。
非正史（レジェンズ）のスピンオフ作品では、インペリアル・センターで最も高い建物はインペリアル・パレスであり、かつてのプレジデンタル・パレスなど、旧共和国のいくつかの建造物を統合・改修して建設され、高さ3000mを誇る。前述の皇帝像もインペリアル・パレスの正面に設置されていた（正史における帝国時代にもインペリアル・パレスと呼ばれる皇帝の居城が存在しているが、先述の通りレジェンズにおけるそれとは大きく異なる）。また、インペリアル・シティは皇帝の死後も3年間にわたって帝国の首都として機能し続けた。 新共和国（反乱同盟軍）によって解放されたインペリアル・シティは、その後は新共和国の首都として機能し始める。新共和国はインペリアル・パレスに暫定評議会の本部を、続いて新共和国元老院を置いた他、帝国時代と同様にインペリアル・シティを国家の中枢と位置づけた。
旧三部作では、もともと小説版・映画を含めて実際にコルサント=インペリアル・シティは登場しなかったが、『ジェダイの帰還』の特別篇において、初めてCGで作られたコルサントが登場する。
カミーノ (Kamino)
登場作品：『クローンの攻撃』
外銀河のカミーノ星系に位置し、データもジェダイ公文書館から何者かによって消去されており、この星のことを知る者はあまりいない。カミーノはかつて内陸部の巨大な氷棚を融解させた惑星規模の温暖化を経験しており、その結果、大規模な海面上昇によって海洋面積が拡大し、惑星上の全大陸が水没した海洋惑星である。原住民のカミーノアンたちは、支柱を大陸棚に固定した大嵐にも耐えうる堅牢で近代的な海上都市に暮らしている。カミーノアンは、独自の高度なクローニング技術を主産業としており、首都のティポカ・シティにはクローン・トルーパーを製造した、大規模なクローニング施設が立地する。そのためクローン大戦中には独立星系連合軍からの攻撃を受けた（カミーノの戦いと第2次カミーノの戦い）。その後、クローン戦争は終結するも、銀河帝国樹立直後にクローン・トルーパーの製造は全面中止され、クローニング施設は帝国艦隊による軌道爆撃により破壊された。
ジオノーシス（Geonosis）
登場作品：『クローンの攻撃』
アウター・リムのアケニス宙域のジオノーシス星系に属する惑星。惑星タトゥイーンからは1パーセクと比較的近い距離にある。衛星の代わりに土星のような輪を持つ。地表は、火星のように海洋は存在せず、ほとんどは岩と砂漠に覆われている砂漠惑星。気温は比較的高いが気流の流れが良く、地表や地下では生物が存在できる環境にある。惑星の住民ジオノーシアンは背中に羽を生やした昆虫型のエイリアン種族。文化は原始的だが共和国との交流の中で豊富な鉱物資源を活用する技術力を得た。建物の下層部には、巨大なバトル・ドロイド製造工場を有しており、ここで製造したドロイド兵団をナブー危機以降、軍縮を余儀なくされた通商連合など、軍事力を欲している勢力と非合法的な取引をすることで財を成している（ドロイドのボディーの原料となる鉱石が、この惑星特有の赤茶けた色のため、旧来使用されていた物と比べ、赤みを帯びた濃い色をしているのはそのためである）。銀河各地の製造業には多くのジオノーシアン技術者の姿を見ることができる。その技術力の高さを示すのが、一族の長ポグル・ザ・レッサー大公が分離主義勢力のリーダー、ドゥークー伯爵に託した新しい巨大兵器の設計図。後の世の銀河帝国時代、銀河全域を恐怖に陥れた超巨大ステーション、デス・スターはこのジオノーシスの技術に基づいて建造されている。
この惑星で、共和国の歴史に残る『クローン大戦』の初戦ともいえるジオノーシスの戦いが勃発した。
そしてクローン大戦の終盤になるとウィルハフ・ターキンの指揮の下、この惑星の軌道上でデス・スターの建造が開始されることとなる。そしてハイパードライブの設置を完了したデス・スターが他の星系に移送された後、この惑星に住むジオノーシアンの大半は帝国軍によって虐殺された。そのため、ヤヴィンの戦いの数年前には軌道上からのスキャンでは、生命反応を感知する事ができないほどに人口が激減している。
ウータパウ (Utapau)
登場作品：『シスの復讐』
アウター・リムのタラバ宙域のウータパウ星系に属する惑星で、クローン大戦のおよそ6万年前に、原始的な星間文明を発達させた、歴史の古い惑星である。交易の拠点となる惑星から遠く離れており、銀河系の様々な出来事から距離をおく外交政策を実施している為、政治的、経済的にも孤立した惑星である。惑星の地表は極度に乾燥しており、一面に砂礫の多い荒野が広がっている。一方、地中には惑星全体に海洋が広がっており、9つの衛星の引力によって潮の満ち引きが起きている。その影響で、潮流が地殻を侵食し頻繁な地震を発生させている。この為地表のあちこちに地中の海へと続く巨大な縦穴が点在しており、それらの縦穴を結ぶ洞窟も無数に存在する。都市の大半はこうした縦穴に造られており、そうした都市の１つであるパウ・シティには宇宙港が設置されている。クローン大戦の際には独立星系連合軍が進駐し一大拠点を築いていたが、グリーヴァス将軍を追跡していたオビ＝ワン・ケノービがクローン・トルーパーの部隊を連れて奇襲し、結果グリーヴァス将軍は討ち取られた（ウータパウの戦い）。しかし、その後オーダー66により寝返ったクローン・トルーパーによりオビ＝ワン・ケノービは狙撃された。銀河帝国が成立すると、帝国の支配下に置かれることになる。
居住種族は、高い身長と青白い肌を持ち長寿ゆえ外界人から古代人と呼ばれている「パウアン」と臆病で大きな目を持ち、身長と寿命が短い為外界人からショートと呼ばれている「ウータイ」である。パウアンは元々地表に住んでいたが大規模な気候変動のため地下へと移住し、洞窟に住んでいたウータイと接触した。以降両者は共存しパウアンはこの星の行政、政治を担うようになり、ウータイは主に労働階級に属するようになった。一方でこの惑星を守る宇宙軍のほとんどはウータイによって構成されている（主な理由は宇宙軍で使用している戦闘機のコクピットが狭くて、パウアンでは操縦できないからである）。
キャッシーク (Kashyyyk)
登場作品：『シスの復讐』、アニメ『スター・ウォーズ クローン大戦』、小説『暗黒卿ダース・ヴェイダー』『英雄の試練』『統合』
広大な森林に覆われた密林惑星で、その怪力と知性で知られるウーキーたちの故郷でもある。この惑星はミッド・リムに属する惑星であり、同じ星系内には爬虫類型種族の「トランドーシャン」（トランドーシャンとウーキーは仲が悪い）の故郷である惑星トランドーシャが存在している。
キャッシークの地表に最も多く見られる生命体は、ロシールの木であり、高さは数キロメートルにもおよぶ。この木は、互いに成長して交差しあうと枝が1つに結合し、より強くなるという珍しい特徴をもっている。海洋と沿岸部以外の陸地は全てこの木で覆われており、中には千年以上日光がさしたことがない地表も存在する。こうした下層では原始的で危険な生態系が存在している。この星の原住民であるウーキーたちは、この森林の天蓋に伸びる枝を建造物を支える自然の基礎として樹上都市で暮らしており、森林を7つの層に分けて管理している。キャッシークの主な樹上都市として、ウォワット列島に位置する「カチャーホ」、「ルウークロロ」、「シッキアーナ」、「オキクティ」、などがあり、銀河帝国が滅びるとシッキアーナはコンピューター技術の輸出都市として知られるようになる。
マイギートー（Mygeeto）
登場作品：『シスの復讐』
惑星の地表は結晶化した氷河に覆われ、地質学的にも休止状態にある。地殻とマントルの内部には希少な宝石を大量に含んでおり、クリスタルの採掘場となっている。そのためこの星は、銀河系で最も価値のある惑星として知られている。地表は起伏が激しく、頻繁に激しい嵐が吹き荒れており、巨大で凶暴な昆虫も多数生息している。惑星自体は独立星系連合に参加したインターギャラクティック銀行グループが所有しており、同グループはこの惑星に多数の戦艦を配備し、厳重にこの惑星を防衛している。上記の激しい環境もあってこの惑星に侵入し、宝石を盗掘しようと考える盗賊はほとんどいない。
クローン大戦が勃発すると、独立星系連合の重要な資金源となっていたこの惑星は、パルパティーン最高議長によって「悪の巨頭」と呼ばれ、最優先攻撃目標に選ばれた。そして戦争後期には、ジェダイ・マスターのキ＝アディ＝ムンディとクローン・コマンダーバカラ率いるクローン・トルーパーが、マイギートーの各都市で大規模な市街戦を展開しており、戦闘によって生じた灰が地表へ大量に降り注いでいた。しかし、コルサントからのオーダー66の発令により、キ＝アディ＝ムンディはパルパティーンによって反逆者の汚名を着せられ、バカラ達の放ったブラスターによって殺害されてしまう。
フェルーシア(Felucia)
登場作品：『シスの復讐』
地表の大半が色彩豊かで巨大な真菌類や、原生植物の森林地帯に覆われた幻想的で美しい惑星である。この惑星は、クローン大戦中に独立星系連合の一翼を担ったコマース・ギルドによって入植が行われたが、この惑星に自生する植物の多くが攻撃的な性質を持っていたために開拓は困難を極めた。その結果人口は非常に少なく、都市と呼べる街もクウェイ・トウ（首都）、ハー・ガウ、ニアンゴーなどごく僅かしか存在しない。しかし、コマース・ギルドの会頭シュ・マーイはこの惑星を大変気に入っており、クウェイ・トウ郊外に豪勢な邸宅を構えて保養所として度々訪れていた。なおこの惑星には、入植者の他にも主に農耕によって生活している種族と、ある程度のフォース感知能力を持つ戦士種族の原住民がおり、この二種類のエイリアンはそれぞれ全く別の種族であるが、どちらも同じフェルーシアンと呼ばれている。
クローン大戦が勃発すると、フェルーシアは銀河共和国の奪回作戦の最初の標的の1つとなった。ニアンゴーにある医療施設が、軍事用神経毒に使用されている有生分子の供給源であることが判明したためである。共和国軍は精鋭部隊であるARCトルーパーを派遣し、フェルーシア全土を占領して施設を破壊したが、戦争拡大のため部隊はすぐに撤収し、再びフェルーシアはコマース・ギルドの支配下となった。やがてシュ・マーイがこの惑星に潜伏しいる事を知った共和国は彼女を拘束し、独立星系連合の指導力を低下させるべく、ジェダイのアイラ・セキュラと、クローン・トルーパー第327スター・コープとを派遣した。
しかしシュ・マーイは、共和国軍に知られずに密かにフェルーシアから脱出しており、その直前に自身の邪悪な計画を実行していた。その計画とは、フェルーシアの各都市の生活用水の供給源となっている地下水路に毒を流すことである。ジェダイの有能なコンピュータ技師、エクリアの計算によると、ハー・ガウ、ジオジィ、ニアンゴーの主要な給水施設を狙えば、毒の拡散を止められるチャンスがあるという。そのため、ジェダイ達はこれらの都市へ急行し、毒の拡散を止め、シュ・マーイを見つける為、草木の密生したジャングルを最新兵器を操縦するクローン・トルーパーと共に進軍した。アイラ・セキュラ将軍は、クローン・コマンダーブライと共に部隊の先頭にたち陣頭指揮をとっていたが、やがて分離主義者のドロイド軍が前方に現れた際に、コルサントからオーダー66の実行命令を受けていたブライは、アイラ・セキュラが突然飛び立った鳥に気を取られている隙に、部下と共にこの命令を実行し、アイラ・セキュラを背後から容赦なく射殺した。
オーダー66により殆どのジェダイが抹殺された後、僅かに生き残ったジェダイの一人であり、元ジェダイ評議会のメンバーでもあったジェダイ・マスターのシャク・ティがフェルーシアに逃れ、フォース感知能力を持つ系統のフェルーシアンを統治しながら、同じく抹殺を逃れたジェダイ・パダワンのマリス・ブルードを訓練する事となる。彼女は惑星全体の生態系を流れるフォースをライトサイドに調和させる事で、この惑星を銀河帝国の支配から守り、自らの姿を隠していた。しかし帝国のスパイによって、彼女がフェルーシアに潜伏している事を知ったダース・ヴェイダーは、密かに育成していた弟子のスターキラーをこの惑星に送り込みシャク・ティを殺害させる。彼女の死とそれを受けてマリス・ブルードがフォースのダークサイドに転落した事による影響で、この惑星を流れるフォースの調和はダークサイドへと傾き、フェルーシアは帝国に占領されるのだった。
ケイト・ニモーディア (Cato Neimoidia)
登場作品：『シスの復讐』、小説『悪の迷宮』
コロニーズのケラー宙域（Quellor sector）のケイト・ニモーディア星系に属する惑星。かつて宇宙へ積極的に進出していったニモーディアンによって植民地化された惑星の一つ。クローン大戦時には独立星系連合にとっても非常に重要な惑星であった。ニモーディアンの富の基盤となった鉱山惑星であると同時に、財宝の保管場所にもなっていたのである。「アウター・リム包囲作戦」によって共和国軍が惑星の防衛網を突破して進攻を開始すると、惑星にギリギリまで留まっていたヌート・ガンレイはあと一歩のところで逃げおおせるが、彼の残した痕跡から独立星系連合の暗号コードが発見され、背後で暗躍するシスの暗黒卿ダース・シディアスの存在が確実となったのである。しかし首都は陥落したものの、残党によるゲリラ戦が続いたために、共和国軍は現地に駐留して定期的な掃討作戦を行う必要があった。部隊を率いていたジェダイ・マスターのプロ・クーンはオーダー66で命を落としたが、大戦末期には全ての独立星系連合のドロイドが停止し、新たに帝国軍となった共和国軍によって惑星は完全に制圧された。
サルーカマイ (Saleucami)
登場作品：『シスの復讐』
「サルーカマイ」とはルーニアンの言葉で「オアシス」を意味するが、この惑星の地表のほとんどは砂漠に覆われている。その名前の由来は、サルーカマイは、多数の小惑星や乱れ飛ぶ流星などからなる不毛の星系内にあり、唯一「サルーカマイ」が居住可能な惑星であるため、そのような名前がつけられている。この惑星の軌道上にはいくつも小惑星が常に徘徊しており、その岩が惑星に落下し地表に巨大なクレーターを作っている。隕石の衝突で、地下水と鉱物がかき混ぜられ、これらのクレーターは地熱によって温められた。そして耕作に適した環境となり、サルーカマイにおける最初の植民地となったのだ。その後この惑星は、アウター・リムの公共の拠点となり、サルーカマイは、「ウィークェイ」、「グラン」、「ルーニアン」、「トゥイレック」など、多種族（外界の種族）達の故郷となった。
ムスタファー（Mustafar）（衛星）
登場作品：『シスの復讐』『ローグ・ワン』『スカイウォーカーの夜明け』
アウター・リムに存在する、まだ誕生して間もない溶岩惑星で、巨大なガス状惑星ジェストファッドとレフラーニに挟まれ、この二つの星から発せられる強力な引力によって中心核が常に過熱され大規模な地殻変動が起きている。そのため地表のほとんどが活火山（休眠状態の火山も存在する）に覆われており、空は暗く火山灰が絶え間なく地表に降り注ぎ、巨大な溶岩流や溶岩の滝が形成されている。悪夢の様な景観を持つこの星には、貴重な鉱物資源が溶岩とマントル中に豊富に含まれており、独立星系連合に参加した巨大企業テクノ・ユニオンは原住民のムスタファーリアンと協定を結び、外界の科学技術を提供する代わりに、現地に耐熱シールドに守られた大規模な採鉱施設を設けた。ムスタファーリアンはテクノ・ユニオンから提供された防護服を着込んで、作業ドロイドと共に鉱物の溶け込んだ溶岩をバスケットで収集する作業に従事している。彼らは仕事に夢中になっているため、仕事に無関係な外界人については全く関心を持っていない。
クローン大戦中にはこの星は万全な防備（小説版ではこの星の防御システムに対する出費のせいで通商連合が破産しかけたほどだと言われている）がなされている分離主義者達の隠れ場所となっており、戦争終結直前にはダース・シディアスの命令により、独立星系連合のリーダーがダース・ベイダーの手によって皆殺しにされた。その後、オビ＝ワン・ケノービとダース・ベイダーの決戦の地となる。対決に破れたベイダーは後年、この地に自身の居城を構えた。ベイダーの死後、ダークサイドの力が薄れたため、徐々に木が生え始めた。
35ABYにはダース・ベイダーが遺したウェイファインダーを求めて、カイロ・レンが部下を率いてムスタファーを訪れる。レン一行はアラズメクの入植者たちを虐殺し、ウェイファインダーを発見した。

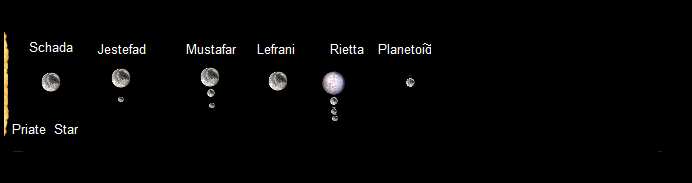
ムスタファー星系

ポリス・マサ (Polis Massa)（小惑星）
登場作品：『シスの復讐』
アウター・リムの端に位置する小惑星である。元々この星は、地下を居住地とするエレインという名の知的生命体の故郷であったが、太古に発生した未知の天変地異によって、エレインは謎の消失を遂げた。その後、ヤヴィンの戦いの519年前、人間と同じ体型とハート形の顔を持ち、後にポリス・マサンとして銀河に知られるようになる種族が、エレインの痕跡を求めて、この岩石と瓦礫にまみれた小惑星でエレイン文明の発掘調査を開始した。この惑星で最も大きな施設の一つであるローカル・ディグは、ポリス・マサン達によって細心の注意を払って発掘されたエレインの都市、「ウィエンター」の遺跡の上に築かれている。そのローカル・ディグの内部には、最先端の医療技術が完備されている、高度な医療センターが立地しており、これらはエイリアン研究者の生理学にあわせた設計がなされている。またポリス・マサンは、太古に絶滅したエレインの生態系を復元するために、岩石中で発見された遺伝子物質を利用したクローニング技術を使用している。しかしポリス・マサンは、これらの技術への関心を外界から避けている。彼らは孤独を望み、宇宙をさまよう海賊たちの強欲さを引き付けたくないと考えているのである。
このようなポリス・マサの孤立主義は、危険から逃れたジェダイにとって理想的な避難場所となった。銀河帝国が誕生し、オーダー66によってジェダイ・オーダーが壊滅した時、ヨーダとオビ＝ワン・ケノービはこの星を合流地点として選んだのであった。パドメ・アミダラは、オビ＝ワンによって医療センターへと運ばれ、そこでポリス・マサンの医師と医療ドロイドが、彼女の生命徴候を安定させようと努力した。だが努力の甲斐もなく、彼女はポリス・マサの医療センターで死亡してしまう。しかし彼女は死の直前に、未来への希望となる双子、ルークとレイアを出産している。
オルデラン (Alderaan)
登場作品：『シスの復讐』『新たなる希望』
コア・ワールドのオルデラン宙域のオルデラン星系に属する惑星。反乱同盟軍の創設者の一人であるベイル・プレスター・オーガナとその養女レイア・オーガナの故郷。人口は20億人。オーガナ家を王家とした君主制である。レイアによると平和主義を基調とし軍隊を持たない惑星であったという。かつては昆虫型エイリアン種族キリックの文明が栄えていたが、滅亡（キリックは資源の枯渇が始まるとともに遠くへ移住）。その後、コルサントから人間の入植が始まった。
『新たなる希望』の劇中においてレイアは帝国軍のデス・スターに囚われの身となるが、この際、デス・スター司令官ターキン総督はレイアから反乱同盟軍の基地のありかを吐かせ、さらにデス・スターの力を誇示する見せしめにしようと企み、スーパーレーザー砲によりオルデランを破壊させた。

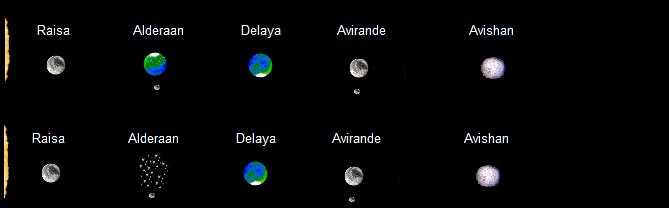
オルデラン星系

ヤヴィン（巨大ガス惑星）(Yavin)
登場作品：『新たなる希望』
アウター・リムのゴーディアン・リーチ（Gordian Reach）のヤヴィン星系に属する赤いガス巨星。直径は20万キロメートル。この惑星は居住には適していないが、26の衛星が存在し、そのうち人間の居住が可能な衛星が3つある。ヤヴィンの戦いがこの惑星の近辺で行われた。
ヤヴィン第4衛星(Yavin IV)
登場作品：『新たなる希望』『ローグ・ワン』、小説『ジェダイの末裔』『暗黒卿の復活』『フォースの覇者』（ジェダイ・アカデミー・シリーズ）『征服』
ヤヴィンの衛星。ヤヴィン4、ヤヴィンIVとも。地表の69%は4つの大陸に分かれた陸地であり、1つの内海と6つの大洋がある。陸地のほとんどは森林に覆われている。『スター・ウォーズ』シリーズの中では最も長い歴史を持つ星のひとつである。「新たなる希望」ではこの衛星にあったマサッシ神殿を反乱同盟軍が基地として使用し、軌道上で帝国軍デス・スターとの戦いを繰り広げた（ヤヴィンの戦い）。ヤヴィンの戦いの約5,000年前のハイパースペース大戦末期、シスの暗黒卿ナガ・サドウは、一握りのマサッシの守護者たちとともに、当時ほとんど知られていなかったこの惑星に降り立った。その際、マサッシたちは「大寺院（グレート・テンプル）」と呼ばれる巨大な建造物を作りあげたが、いつしか滅亡した。 この遺跡こそがマサッシ神殿であり、ヤヴィンの戦いでの反乱同盟軍基地である。 また、ヤヴィンの戦いの11年後、ルークはこの地にジェダイ・アカデミーを創設する際にもマサッシの遺跡を利用した。
ホス（Hoth）
登場作品：『帝国の逆襲』
アウター・リムのアノート宙域にあるホス星系の雪と氷に覆われた第6惑星。知的文明や知的生命体は存在せず、反乱軍がエコー基地を設営するまで居住者もいなかった。「雪トカゲ」と呼ばれる哺乳型生物トーントーンや、「雪獣」と呼ばれる白熊の様なワンパなどが棲息する。映画では帝国の逆襲のみに登場し、映画の撮影はノルウェーで行われた。撮影地点は「氷の惑星」の名に恥じない本物の極寒の地であり、撮影中にも危険や困難が常に存在したが、現地のノルウェー陸軍の協力を得ることに成功し、無事に撮影を終えた。雪上の戦闘シーンで戦う反乱軍兵士にはノルウェー陸軍の兵士が扮しており、戦闘シーンに迫力と現実性を与えている。
『新たなる希望』のラストで大勝利を収めた反乱同盟軍は、反撃の手を緩めない銀河帝国軍から隠れようと、基地の設置場所を検討した結果、この雪の惑星ホスに置くことを決定し、エコー基地と名づけた。しばらくして反乱軍基地の情報を手に入れた帝国軍はホスにAT-ATを用いた攻撃を仕掛ける。エコー基地は陥落したが、ルーク・スカイウォーカー、ハン・ソロ、レイア・オーガナなど反乱同盟軍の主要人物は辛うじて脱出した。
エコー基地(Echo Base)
反乱同盟軍の基地。惑星ホスに設営されていたが、ホスの戦いでの敗退により同盟軍は基地の放棄を余儀なくされる。帝国軍の監視の目を逃れて極秘にエコー基地を建設した同盟軍だったが、ついに帝国軍の偵察用ドロイドに基地を発見されてしまう。エコー基地を発見した帝国軍は直ちに惑星ホスへの侵攻を開始し、ホスの戦いが勃発する。同盟軍は、帝国軍の到着前から既に撤退準備を進めており、大きな痛手を被りながらも機密保持に成功する。スター・デストロイヤーなどの強力な攻撃に対して、一部分だが大気圏降下を妨害可能なエネルギーシールドや、衛星軌道上の敵艦隊を狙撃可能なイオン砲を備えるなど、それなりに設備は充実している。
ダゴバ (Dagobah)
登場作品：『シスの復讐』『帝国の逆襲』『ジェダイの帰還』
ダゴバの地表のほとんどは鬱蒼とした森林や沼地で覆われており、あらゆる種類の鳥類や昆虫、植物などが生息している。かつてこの惑星は、植民地化や探索が試みられたが、すべて失敗に終わり、「呪われた惑星」とも言われている。故にこの星は座標や航行記録に記載されていないことが多く、さらに居住者もほとんどいないことから、訪れようとした者はあまりいない。
かつてジェダイ・マスターのヨーダはこの惑星を訪れたことがあり、銀河帝国が行ったジェダイ狩りから逃れるため、ルークとレイアが生まれてからしばらくしてこの惑星に降り立ち、以後外界との接触をほとんど断ち一人で生活していた。
ベスピン（Bespin）（巨大ガス惑星）
登場作品：『帝国の逆襲』『ジェダイの帰還』『スカイウォーカーの夜明け』
アウター・リムのアノート宙域のベスピン星系に属する直径11万8,000kmの巨大なガス惑星で二つの衛星を持つ。大気と宇宙空間との接点から150km下方にある約30kmほどの厚さの帯状部分には様々な生物が生息しており、人間の生存にも適しているため空中都市が存在している。 ランド・カルリジアンは、ハイパードライブなどに利用されるティバナ・ガスを採取する都市クラウド・シティの行政管理者であった。その地位は、前任者からサバックというカードゲームの賭けで勝ち取ったものである。

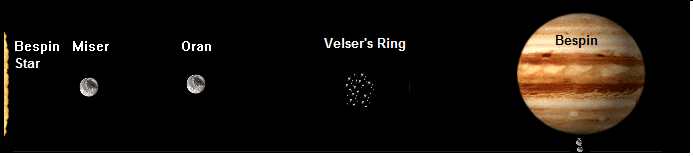
ベスピン星系

エンドア（巨大ガス惑星）(Endor)
登場作品：『ジェダイの帰還』『スカイウォーカーの夜明け』
アウター・リムのモッデル宙域（Moddell sector）のエンドア星系に属する巨大ガス惑星。連星のエンドア1とエンドア2というふたつの太陽（恒星）の周りを公転する。水素の雲が光を反射して月（衛星）にとってはこの惑星が第三の太陽のような役割を果たしていた。9個の衛星を持ち、その最大のものが惑星と同じ名前の森林衛星エンドアであり、その軌道上で帝国により第2デス・スターの建造が行われ、エンドアの戦いで一躍有名になった。
森林衛星エンドア（Endor）
登場作品：『ジェダイの帰還』『スカイウォーカーの夜明け』『イウォーク・アドベンチャー』『エンドア/魔空の妖精』、アニメ『イウォーク物語』
銀河帝国のコードネームは「聖なる月（サンクチュアリ・ムーン）」。辺境のモッデル・セクターに属するガス状巨星エンドアを周回する9個の衛星のうちの1個である。銀河共和国時代に惑星全体が自然保護区に指定されたため主要航路からは外れており、星図にも記載されていない。鬱蒼とした森林に覆われた温暖な惑星で、地球上の熊に似たイウォーク族の母星である。周回軌道上で第二デス・スターの建造が行われ、地表にはシールド発生施設が設置されていたため、同盟軍が帝国を打ち破った「エンドアの戦い」の主戦場となった。
東京ディズニーランドのアトラクション『スター・ツアーズ』は、この星へ向けての旅という設定。アトラクションのリニューアルにより、設定が一新され、エンドアが登場するエピソードはなくなった。
エンドアのシーンの撮影は、レッドウッド国立公園で行われた。
"海の月"ケフ・バー(Kef Bir)
登場作品：『スカイウォーカーの夜明け』
海に覆われたガス巨星エンドアの衛星のひとつ。イウォークによって｢ケフ・バー｣と名付けられていた。エンドアの戦いで破壊された第2デス・スターの残骸がこの衛星に墜落していた。本来ならば知的生命体は存在しないが、ジャナが率いるファースト・オーダーからの脱走兵の集団がこの衛星で生活していた。35ABYに、レイやフィン、ポーがパルパティーンのウェイファインダーを求めてこの衛星を訪れた。
ジャクー（Jakku）
登場作品：『フォースの覚醒』、小説『フォースの覚醒』
銀河の辺境ウェスタン・リーチのジャクー星系に属する砂漠に覆われた劣悪な環境の砂漠惑星で、レイの故郷。ルーク・スカイウォーカーの居場所を示す地図を受け取るため、レジスタンスのパイロットのポー・ダメロンと探検家のロア・サン・テッカが接触した村がある。エンドアの戦いから1年後、ジャクーにおいて新共和国と帝国軍の間で最後の大規模戦闘ジャクーの戦いが発生。この戦いに帝国が敗れたことで帝国はこれ以上の継戦を断念し、新共和国と帝国の間で銀河協定が締結されて銀河内乱は終結した。地上にはその時の戦闘の名残である両軍の兵器群の残骸があちこちに転がっており、戦闘終結後その一帯は「スター・シップ・グレイブヤード」と呼ばれるようになった。兵器群の部品を回収して生計を立てる「ゴミ漁り」と呼ばれる者たちが住み着いている。
2014年11月にルーカスフィルムが公開した予告編で、ジャクーが登場している。「ジャクー」の名称とレイの故郷であることは、2015年4月に監督のJ・J・エイブラムスがアナハイムで開催されたスター・ウォーズ・セレブレーションで初めて明言した。撮影はアブダビ市に近いルブアルハリ砂漠で行われた。
イラム(Ilum)/スターキラー基地（Starkiller Base）
登場作品：アニメ『スター・ウォーズ クローン大戦』、『フォースの覚醒』
ファースト・オーダーの本拠地として利用されていた氷の惑星。ライトセーバーの作成に必要不可欠なカイバー・クリスタルの産地として、ジェダイ・オーダーや銀河帝国も重要視していた。
元々はジェダイ・イニシエイトがライトセーバーに使うカイバー・クリスタルを手に入れる"ギャザリング"という儀式が行われており、ジェダイにとって最も神聖な星と見なされていた。ジェダイ・オーダーの崩壊後、帝国軍によるカイバー・クリスタルの過剰な採掘で宇宙からでもその惨状が窺えるほどに荒廃し、帝国の崩壊後に台頭したファースト・オーダーがイラムをスターキラー基地へと改造した。
一つの惑星が丸ごと超兵器のプラットフォームとして改造されており、スターキラー基地のビームは星系全体を破壊できる威力を誇る。移動することも可能で、太陽が兵器のエネルギー源として利用されていた。基地からの砲撃で新共和国の首都ホズニアン・プライムを破壊したが、その後のレジスタンスの攻撃で恒星のエネルギーを密封していたサーマル・オシレーターが破壊され、地表が崩壊して新星と化した。
タコダナ（Takodana）
登場作品：『フォースの覚醒』
ウェスタン・リーチに存在する惑星。密林と川が広がる惑星。女海賊のマズ・カナタは、ここで酒場を経営していた。
ホズニアン・プライム（Hosnian Prime）
登場作品：『フォースの覚醒』
コア・ワールドのホズニアン星系に属す惑星。エンドアの戦いから約30年後、レジスタンスとファーストオーダーと戦っている頃に新共和国の首都惑星（新共和国の首都惑星は輪番制）になっていた。ファースト・オーダーのスターキラー基地が放ったファントム・エネルギーによるビームがハイパースペースを越えてホズニアン星系に現れ、ホズニアン・プライムをはじめとする星系に属する惑星をすべて破壊した。この攻撃で元老院議長ラネヴァー・ヴィルチャム（Lanever Villecham）はじめ多くの新共和国要人が命を落とした。
ディカー（D'Qar）
登場作品：『フォースの覚醒』『最後のジェダイ』
銀河系の外縁部にあるイリーニウム星系に属する緑豊かな惑星。ファースト・オーダーが台頭した時代、レジスタンスの秘密拠点がここに置かれていた。
オク・トー（Ahch-To）
登場作品：『フォースの覚醒』『最後のジェダイ』『スカイウォーカーの夜明け』
惑星の表面の大部分が海で覆われた惑星。この惑星のジェダイ寺院は最初期に建設されたものであり、帝国軍によって破壊されることのなかった数少ない寺院の一つであった。
ジェダ（Jedha）
登場作品：『ローグ・ワン』
砂漠に覆われた惑星。ジェダイの起源の地とされ、巨大なジェダイ騎士像などジェダイ寺院の遺跡が残されている。ジェダイやフォースを様々な形で信奉する数々の宗教組織がこの惑星の首都ジェダ・シティを聖地としている他、ソウ・ゲレラ率いる過激派の反帝国組織がこの惑星にアジトを構えている。銀河帝国がデス・スターのスーパーレーザーに用いるカイバー・クリスタルの採掘を行い、その後聖都ジェダ・シティは試射の標的となり破壊された。
イードゥ（Eadu）
登場作品：『ローグ・ワン』
山岳と嵐の惑星。カイバー・クリスタルを用いた兵器の研究開発を行う銀河帝国の施設が置かれていた。
スカリフ（Scarif）
登場作品：『ローグ・ワン』
熱帯の気候を持つ惑星。銀河帝国の建築物データが収集されているシタデル・タワーという機密情報センターがあり、惑星全体が強力なシールドに覆われ軌道上のゲート施設からしか出入できない。デス・スターの設計図をめぐり帝国軍と同盟軍との激しい攻防戦が展開された。
カントニカ(Cantonica)
登場作品：『スター・ウォーズ/最後のジェダイ』
アウター・リム・テリトリーに属する砂漠の惑星。本来は不毛の地だったが、カジノ都市カント・バイトの設立により銀河中の富豪（その多くはファースト・オーダーやレジスタンスを取引相手とする武器商人である）が訪れるようになり、経済的に潤っていた。
クレイト(Crait)
登場作品：『スター・ウォーズ/最後のジェダイ』
アウター・リムに位置する惑星。鉱産資源が豊富であり、赤い鉱物をベースとした地表は塩で覆われていた。スカリフの戦い以前に反乱同盟軍の基地が設営されており、ファースト・オーダーの追撃から逃れようとするレジスタンスもその遺構を利用して身を隠した。
ミンバン(Mimban)
登場作品：『ハン・ソロ/スター・ウォーズ・ストーリー』
銀河系のエクスパンション・リージョンに属する大規模な泥沼がある惑星。クローン戦争時代には共和国グランド・アーミーの部隊｢マッドジャンパーズ｣、銀河帝国時代には帝国軍の特殊部隊｢スワンプ・トルーパー｣が配備されていた。正史の映像作品で初登場したのは『ハン・ソロ』だが、それ以前にも『クローン・ウォーズ』で名前が言及されている。
若きハン・ソロはカリダの帝国アカデミーを追放された後にミンバン戦役に参加している。後にソロはこの惑星に収監されていたウーキーのチューバッカ、クリムゾン・ドーンの運び屋のベケットらと共に帝国軍の輸送機を盗んで戦いから逃げ出した。
非正史（レジェンズ）ではフォースを増幅させる力を持つカイバー・クリスタル（正史における「カイバー・クリスタル」とは定義が全く異なる）が産出されている唯一の惑星であり、ルーク・スカイウォーカーが初めてダース・ベイダーとライトセーバーの戦いを繰り広げた地でもある。
ケッセル(Kessel)
登場作品：『反乱者たち』『ハン・ソロ/スター・ウォーズ・ストーリー』
アウター・リムのケッセル宙域のケッセル星系に属するスパイスの輸出で名高い惑星。銀河帝国とパイク・シンジケートの管理下にあり、犯罪者やウーキーが奴隷として送り込まれていた。また、最下層にはコアクシウムという燃料が未精製の状態で保存されており、10BBYにはコアクシウムを狙ったハン・ソロやチューバッカ、キーラらクリムゾン・ドーンの運び屋たちが大量の奴隷を解放するという事件が起きた。
また、4BBYには惑星ロザルを中心に活動する反乱組織｢スペクターズ｣によってウーキーの奴隷が解放されている。
非正史（レジェンズ）の設定では幾つかの衛星を持った卵型惑星（実質小惑星）。銀河でここでしか見つからない高価なスパイス・グリッタースティムが生産される反面、銀河帝国の時代にはモー秘密研究所への出入り口として利用され、政治犯の強制収容所を設置し劣悪な環境下で彼らをスパイスの採掘作業に従事させているなど負の面も持つ。環境は非常に厳しく、常に放射線に曝されており、軌道上に対放射線シールドを配置することによって住民たちを守っている。しかし、この星自体が大変小さく、地表付近に大気を留めることができず、地殻を構成する鉱物から酸素と二酸化炭素を放出することによってこれを補っているため、簡単な宇宙服がなければ外出することができない。また、この星の出身であることを差別する者もいる。エンドアの戦いで帝国軍が敗れた後は反乱同盟軍の勢力下に入り、ニエン・ナンによってドロイドを使用したスパイス採掘が行われている。
劇中では名前しか登場しなかったために、ナムコ（後のバンダイナムコゲームス）がリリースしたファミコンソフト『スター・ウォーズ』では山の惑星になっており、ツタンカーメンのような像がある。NINTENDO 64の『スター・ウォーズ 出撃! ローグ中隊』では帝国の捕虜収容所があり、捕虜となった仲間達の救助をすることになる。また、惑星カイル2のステージで撃墜され、生き残るも捕虜となったウェッジ・アンティリーズの処刑が行われそうになったが、ルーク・スカイウォーカー、ゼヴ・セネスカ、ケイサン・モアがウェッジを護送しているホバートレインの動きをイオン砲で停止させ、救出することに成功している。
主な出身者は、ジェダイの王子でパルパティーンの孫であるケン、パルパティーンの息子を名乗った残忍な三目のペテン師、最高位奴隷主でもあったトライオキュラス。
コレリアン星系（Corellian System）
銀河の中心近くに位置し、コレリアン・ラン、コレリアン・トレード・スパインなどのハイパースペース航路が交差する。 同星系内には、コレリア、セロニア、ドロール、タラス、トララスの5つの居住惑星の他、非正史（レジェンズ）ではセンターポイント・ステーションという宇宙ステーションが古代より存在する。また、非正史（レジェンズ）ではこの星系は、センターポイント・ステーションの持つ巨大な反重力装置によって、共和国成立以前に未知の文明の手で人工的に造られた星系であるという設定になっている。

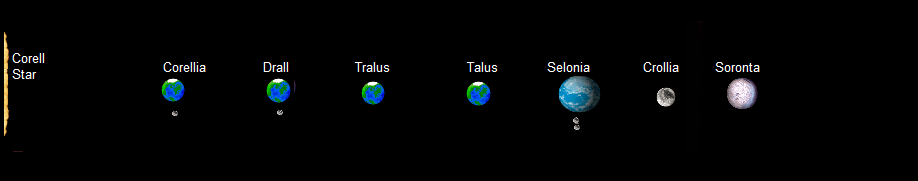
コレリアン星系

コレリア（Corellia）
登場作品：『ハン・ソロ/スター・ウォーズ・ストーリー』
恒星コレルを中心とするコレリアン星系に5つある居住可能惑星のひとつ。中心都市のコロネット・シティ等で造船業が盛んであり、ミレニアム・ファルコンに代表される貨物船から帝国軍のインペリアル級スター・デストロイヤーまで多種多様な宇宙船が建造されている。古代より銀河で最も影響力をもつ惑星のひとつであるが、一方でその造船業の恩恵に与る事のできる富裕層とそれ以外の貧困層との間の経済格差が深刻化し、多くの若者や子供が犯罪組織で働かされている。ハン・ソロやウェッジ・アンティリーズなど、優秀なパイロットを多く輩出する地として知られる。非正史のNINTENDO 64用ゲームソフト『スターウォーズ出撃!ローグ中隊』では、当時帝国軍士官であったクリックス・メイディンの反乱軍への亡命を支援するステージの舞台として登場する。
エイジャン・クロス（Ajan Kloss）
登場作品：『スカイウォーカーの夜明け』
クレイトの戦いを生き延びたレジスタンス軍が潜伏したジャングルの惑星。レイはレイアの指導のもと、この惑星でジェダイとしての訓練を行った。
エクセゴル（Exegol）
登場作品：『スカイウォーカーの夜明け』
未知領域にある、古代のシスの要塞がある惑星。シスの伝統と銀河帝国の技術を受け継いだカルト組織｢シス・エターナル｣がこの地でパルパティーンをクローニングで復活させ、大量のジストン級スター・デストロイヤーで構成されるシス艦隊を完成させていた。後にレジスタンスとファースト・オーダーの最終決戦の場となる。
パサーナ（Pasaana）
登場作品：『スカイウォーカーの夜明け』
エクスパンション・リージョンに位置する砂漠の惑星。42年に一度、原住種族アキ=アキがフェスティバルを行うことで知られ、近隣の惑星から観光客を集めていた。
キジーミ（Kijimi）
登場作品：『スカイウォーカーの夜明け』
ミッド・リムに位置する雪の惑星。寒冷な気候で人口密集地がほとんど無く、無法者や犯罪者の格好の隠れ家となったが、ファースト・オーダーはこの惑星に目をつけ占領を試みていた。後に復活したパルパティーンの示威行為の一環として、ジストン級スター・デストロイヤーのスーパーレーザーで破壊された。

### アニメシリーズに登場した惑星
ダソミア (Dathomir)
登場作品：『クローン・ウォーズ』
古くは流刑惑星として利用されていたが、追放された堕落ジェダイ、アリヤの子孫であるフォースを利用した魔法を操る魔女の支配が進み、男は奴隷として扱われる。ザブラクというエイリアンとの混血が進んだ集落では魔女たちの部下となる戦士が育成され、ダース・モールやその弟サヴァージ・オプレスを輩出している。
非正史（レジェンズ）ではヤヴィンの戦いの数百年前、ジェダイを養成しながら銀河中を飛び回っていた宇宙船「チューンソア」が墜落した。その際、ヨーダをはじめとするジェダイと魔女の間で抗争が起こり、結局そのまま放置されることになった。ダース・シディアスが銀河を支配するようになっても彼らを恐れて封鎖を命じた。地表にはランコアという凶暴な肉食獣（平均体高は5～10m）が多数生息しており、魔女はランコアの一部を家畜化し自由自在に操っている。ハン・ソロはサバックで惑星の所有権を手に入れたが、魔女の部族「歌う山の民」の長マザー・アグウィンに返還した。
ナル・ハッタ（Nal Hutta）
登場作品：『クローン・ウォーズ』
イトウブ星系にあり、ジャバ・ザ・ハットに代表されるエイリアン種族ハットが衛星ナー・シャッダと共に密輸業など暗躍する犯罪の本拠地とする惑星である。
元々はエヴォカーと呼ばれていた美しい自然に恵まれた惑星で、エヴォカイと呼ばれる先住民が平和に暮らしていたが、故郷の惑星ヴァールを追われたハットたちがやって来たことで、エヴォカイの平和は終わりを告げる。ハットは原始的だったエヴォカイに近代テクノロジーの提供と引き換えに惑星の土地を要求した。惑星をエヴォカーからハット語で｢輝く宝石｣を意味するナル・ハッタと改名し、ハットたちは惑星の自然を破壊する政策や開発を進め、先住民のエヴォカイを惑星から追放し、悪臭を放つ腐った暗褐色の惑星に変えた。エヴォカイはハットの横暴を銀河共和国に訴えたが、ハットはジェダイですら見破ることの出来ない法律の抜け穴を用意しており、エヴォカイは近くの衛星ナー・シャダーへの移住を余儀なくされた。惑星にはハットにおもねる銀河中の密輸業者など違法行為をする犯罪者や賞金稼ぎが集まるようになった。
ライロス（Ryloth）
登場作品：『クローン・ウォーズ』、小説『ロード・オブ・シス』
エイリアン種族トワイレック（トゥイレック）の出身惑星。ライルと呼ばれる天然資源が豊富。惑星は自転しておらず、惑星上に昼と夜の地域がある。居住環境は過酷で、住民は地下に街を作って生活している。
トワイレックは、毛のない頭に太く長い2本の触角を持つヒューマノイド種族。触手が3本以上の者は高い社会的地位が与えられ、ときに大きな財産を得ることができた。知能が高く、ほとんどの銀河言語を話すことができ、触手を利用してトワイレック同士にしか伝わらない会話を行うこともできる。ジェダイのアイラ・セキュラ、銀河元老院議員のオーン・フリー・ター、ジャバ・ザ・ハットの執事ビブ・フォーチュナと奴隷ウーラなどが有名。
トワイレックの女性はほぼ例外なく官能的で美しく、優雅で豊満な肉体の持ち主である。そのため、トワイレック女性の多くは奴隷として裏社会の権力者に所有され、踊り子や娼婦として働いている。ライルを目当てに密輸業者などから攻撃を受けることも多く、略奪の回避と引き換えに奴隷としてトゥイレック女性が提供されることも多い。女奴隷の代名詞のような扱いを受けており、部族長の娘という地位を持つ女性すら次の日には奴隷に身を堕とすことも珍しくない。元々は女性を奴隷として商品にしていたのは同じトワイレック種族であったが、現在はトワイレック女性の美貌が有名となり、多くのトワイレック女性が銀河中で売り買いされている。トワイレックの女性はボディラインの目立つ服装であることが多い。また、奴隷であるトワイレックは基本的に一般的な奴隷よりも露出度が高い衣装を与えられている。
3DCGアニメ「クローン・ウォーズ」シリーズでは分離主義勢力によって封鎖されたライロスの解放作戦のエピソードが時系列不順で複数描かれている。
正史の小説『ロード・オブ・シス』では上記の非正史（レジェンズ）の設定とは異なり、この惑星が通常の惑星と同様に自転していることがうかがえる記述が存在する。
リラ・サン(Lira San)
登場作品：『反乱者たち』
帝国軍によって滅ぼされた惑星ラサンに住んでいた種族ラサットのもう1つの母星。周囲を複雑な星雲に取り囲まれており、接近する際には定められたルートを正確に辿らなければ星雲の重力に飲み込まれるという大きな危険が伴う。
ラサンに住んでいたラサットからは存在をほぼ忘れ去られ、彼らがラサンを立ち去らざるを得なくなった場合の新天地として惑星の名前と接近するルートにたどり着くための断片的なヒントのみが伝説として語り継がれていた。
ロザル (Lothal)
登場作品：『反乱者たち』
銀河帝国の支配下にある惑星で、エズラ・ブリッジャーの出身星。古代のジェダイ寺院が存在し、かつては多くの住民が農業で生計を立てていたが、銀河帝国の樹立後は帝国軍が進駐し、その物資を賄うための鉱業や軍需産業が新たな主要産業として取って代わっている。また、司令部施設内にはストームトルーパーの候補生が訓練を積むアカデミーの施設も置かれている。

### マンダロリアンに登場した惑星
ネヴァロ（Nevarro）
賞金稼ぎの元締めグリーフ・カルガが本拠地とする惑星。
アーヴァラ7 (Arvala-7)
"マンダロリアン"がザ・チャイルドを見つける惑星。
ソーガン (Sorgan)
"マンダロリアン"がザ・チャイルドとともに身を隠し、キャラ・デューンに出会った惑星。
トラスク (Trask)
"マンダロリアン"が他のマンダロリアンを探し、ボ＝カターン・クライズに出会った惑星。
コルヴァス (Corvas)
"マンダロリアン"がアソーカ・タノに会うために訪れた惑星。
タイソン (Tython)
オク・トーやジェダと並び、ジェダイ騎士団の最初期の拠点と目される惑星。古いジェダイ神殿の遺跡が残っており、"マンダロリアン"がザ・チャイルドの修行のために訪れた。
モラク (Morak)
帝国のライドニウム鉱山のある惑星。

### 他の物語中、舞台となった天体
シーラ（Csilla）
登場作品：小説『逃亡者』
氷河に覆われた惑星で、『スローン3部作』（ティモシー・ザーン著）に登場したスローン大提督に代表されるエイリアン種族チスの出身惑星。共和国・帝国の支配の及ばない「未知領域（アンノウン・リージョンズ）」にあり、同領域を統括している。
ナー・シャッダ（Nar Shaddaa）（衛星）
登場作品：小説『ジェダイの失墜』
イトウブ星系にあり、ジャバ・ザ・ハットに代表されるエイリアン種族ハットが本拠地とする惑星ナル・ハッタの衛星である。密輸業者が多く集まるため、「密輸業者の月（スマグラーズ・ムーン）」と呼ばれる。

## その他の天体
オッサス（Ossus）
レジェンズに登場する架空の惑星。ヤヴィンの戦いの数千年前、オッサスはジェダイのオダン＝ウーアによって、大図書館と学習センターが設立され、図書館惑星と呼ばれるようになった。図書館管理人はオダン=ウーアが勤めていたがシス大戦でエグザ・キューンにより、オダン＝ウーアは殺害されてしまう。ウーアの後任はウード・ブナーが勤めた。シス大戦の中で起こったクロン星団の大爆発によってオッサスに爆風がおしよせ、オッサスは焼き尽くされた。そのとき回収された貴重な品々はその後コルサントのジェダイ博物館におさめられることになる。
ヤヴィン第8衛星（Yavin VIII）
スピンオフ小説に登場する架空の天体。ガス惑星ヤヴィンの衛星である。「ツンドラの月」とも呼ばれる。ヒューマノイド種族メローディの出身星。
ラクサス・プライム
銀河の辺境アウター・リムに位置する惑星ラクサス・プライムは銀河共和国、銀河帝国における多くの企業がゴミ捨て場として利用している廃墟のような星で、その地表は膨大な量のジャンクに覆われている。有毒性の物質が非常に多く危険ではあるが、この星にはジャワ族のような廃品回収業者や、ローディアンの傭兵が住み着いている。
後に独立星系連合の指導者の一人となる惑星セレノ出身のドゥークー伯爵は、共和国の腐敗を嘆く酷く痛烈な演説をこの惑星から放送した。クローン大戦が始まって間もなくすると、ドゥークー伯爵は数千年前に作られたダーク・リーパーという兵器の動力源であるフォース・ハーヴェスターを惑星の中から発見した。なお、このフォース・ハーヴェスターはモン・カラマリの戦いなどで用いられ、その後に惑星トゥーレでダーク・リーパーごとアナキンに破壊されている（ダーク・リーパー危機）。クローン大戦が終わりに近づいた頃、ダース・ベイダーによるジェダイ聖堂襲撃を逃れたジェダイのカズダン・パラトゥスがこの惑星に訪れ、住み着くことになる。パラトゥスはジェダイ聖堂のレプリカを組み上げ、その中に閉じこもって数年間を過ごしていたが、帝国のスパイによって発見されてしまい、ダース・ベイダーが密かに育てていた弟子のスターキラーによって殺害されてしまう。その後、帝国によってスター・デストロイヤーを建造する造船所が軌道上に造られ、地表にはその造船所まで金属資源を打ち上げるための鉱石キャノンが設置されることになる。